# Vlag van Nidwalden

Vlag van Nidwalden

De vlag van Nidwalden is de vlag van het kanton Nidwalden in Zwitserland. De vlag is vierkant en bestaat uit een rood veld met in het midden een witte dubbele sleutel. Deze sleutel is de sleutel van Petrus, die ook op de vlag van Genève en de vlag van Obwalden staat. Nidwalden en Obwalden zijn halfkantons en zij vormden samen het samenwerkingsverband Unterwalden, maar die samenwerking is opgeheven. De vlag van Unterwalden is niet officieel, maar is een combinatie van de vlaggen van Nidwalden en Obwalden.